# Campeonato colombiano 1969
El Campeonato colombiano 1969 fue el vigesimosegundo (22°.) torneo de la Categoría Primera A de fútbol profesional colombiano en la historia.

## Desarrollo
En esta temporada participaron 14 equipos, los mismos de la temporada anterior. Se jugaron dos torneos, (Apertura y Finalización ida y vuelta) donde los dos mejores de cada campeonato clasifican al cuadrangular final, que puede convertirse en un triangular si un equipo clasifica en ambos torneos, o una final si dos equipos repiten posición tanto en el Apertura como en el Finalización. Se jugaron 372 partidos entre los 14 clubes inscritos y se anotaron 1060 goles siendo el Deportivo Cali el que más anotó con 105 conquistas y el que más recibió fue el Independiente Medellín con 98 goles en contra. 
Deportivo Cali ganó el Torneo Apertura y América fue segundo. En el Torneo Finalización Deportivo Cali y Millonarios tuvieron que jugar un desempate del torneo a juegos de ida y vuelta: Millonarios vs Deportivo Cali 1-1,Deportivo Cali vs. Millonarios 0-0. En el partido extra, jugado en Medellín, igualaron de nuevo 1-1 y al mantenerse el empate Millonarios y Deportivo Cali se fueron a la definición por penales ganando Millonarios 5-0.
El campeón de esta edición fue el Deportivo Cali que obtuvo su tercera estrella. El subcampeón fue América de Cali. El goleador fue Hugo Horacio Lóndero del América de Cali con 26 goles.

## Datos de los clubes
| Equipo                 | Departamento       | Ciudad       |
| ---------------------- | ------------------ | ------------ |
| América de Cali        | Valle del Cauca    | Cali         |
| Atlético Bucaramanga   | Santander          | Bucaramanga  |
| Atlético Nacional      | Antioquia          | Medellín     |
| Cúcuta Deportivo       | Norte de Santander | Cúcuta       |
| Deportivo Cali         | Valle del Cauca    | Cali         |
| Deportes Quindío       | Quindío            | Armenia      |
| Deportes Tolima        | Tolima             | Ibagué       |
| Deportivo Pereira      | Risaralda          | Pereira      |
| Independiente Medellín | Antioquia          | Medellín     |
| Atlético Junior        | Atlántico          | Barranquilla |
| Millonarios            | Bogotá, D. C.      | Bogotá       |
| Once Caldas            | Caldas             | Manizales    |
| Independiente Santa Fe | Bogotá, D. C.      | Bogotá       |
| Unión Magdalena        | Magdalena          | Santa Marta  |

## Torneo Apertura
| Pos. | Equipo                 | Pts. | PJ | G  | E  | P  | GF | GC | Dif. | Clasificación     |
| ---- | ---------------------- | ---- | -- | -- | -- | -- | -- | -- | ---- | ----------------- |
| 1    | Deportivo Cali         | 36   | 26 | 14 | 8  | 4  | 55 | 31 | +24  | Triangular final. |
| 2    | América de Cali        | 33   | 26 | 10 | 13 | 3  | 36 | 26 | +10  | Triangular final. |
| 3    | Millonarios            | 32   | 26 | 11 | 10 | 5  | 45 | 37 | +8   |                   |
| 4    | Deportes Quindío       | 30   | 26 | 10 | 10 | 6  | 35 | 29 | +6   |                   |
| 5    | Junior                 | 28   | 26 | 10 | 8  | 8  | 42 | 39 | +3   |                   |
| 6    | Cúcuta Deportivo       | 26   | 26 | 11 | 4  | 11 | 46 | 43 | +3   |                   |
| 7    | Atlético Bucaramanga   | 26   | 26 | 8  | 10 | 8  | 28 | 24 | +4   |                   |
| 8    | Santa Fe               | 24   | 26 | 7  | 10 | 9  | 57 | 55 | +2   |                   |
| 9    | Independiente Medellín | 23   | 26 | 9  | 5  | 12 | 42 | 46 | −4   |                   |
| 10   | Once Caldas            | 23   | 26 | 7  | 9  | 10 | 37 | 50 | −13  |                   |
| 11   | Deportivo Pereira      | 23   | 26 | 9  | 5  | 12 | 41 | 47 | −6   |                   |
| 12   | Unión Magdalena        | 21   | 26 | 6  | 9  | 11 | 26 | 38 | −12  |                   |
| 13   | Deportes Tolima        | 20   | 26 | 7  | 6  | 13 | 37 | 49 | −12  |                   |
| 14   | Atlético Nacional      | 19   | 26 | 5  | 9  | 12 | 32 | 45 | −13  |                   |

 Fuente: Rsssf

### Resultados
| Apertura 1969          | AME | BUC | CAL | CUC | JUN | MAG | MED | MIL | NAL | ONC | PER | QUI | SFE | TOL |
| América de Cali        |     | 2:1 | 1:1 | 1:2 | 2:2 | 1:0 | 1:1 | 2:1 | 3:1 | 1:1 | 2:2 | 2:0 | 2:0 | 0:0 |
| Atlético Bucaramanga   | 0:0 |     | 1:1 | 2:0 | 0:1 | 2:1 | 2:1 | 1:1 | 1:1 | 2:1 | 5:0 | 0:0 | 2:2 | 1:0 |
| Deportivo Cali         | 2:2 | 3:1 |     | 3:0 | 3:1 | 3:0 | 1:1 | 2:2 | 7:2 | 6:1 | 3:2 | 1:0 | 3:2 | 3:0 |
| Cúcuta Deportivo       | 1:1 | 1:0 | 0:0 |     | 4:0 | 2:1 | 5:1 | 0:0 | 2:2 | 6:0 | 3:2 | 4:2 | 0:1 | 3:1 |
| Atlético Junior        | 4:4 | 0:1 | 1:1 | 2:3 |     | 0:0 | 1:0 | 5:1 | 2:0 | 2:2 | 2:1 | 2:1 | 3:1 | 3:1 |
| Unión Magdalena        | 1:0 | 1:1 | 2:2 | 1:2 | 2:2 |     | 1:0 | 3:0 | 2:1 | 0:0 | 0:0 | 0:0 | 2:2 | 2:1 |
| Independiente Medellín | 0:2 | 0:0 | 0:1 | 3:1 | 3:1 | 1:4 |     | 4:2 | 1:0 | 3:1 | 1:3 | 1:3 | 3:2 | 4:2 |
| Millonarios            | 0:0 | 2:2 | 2:1 | 3:2 | 1:2 | 3:0 | 2:0 |     | 3:1 | 2:0 | 2:1 | 2:0 | 1:0 | 2:2 |
| Atlético Nacional      | 0:0 | 2:1 | 0:1 | 2:1 | 0:1 | 3:1 | 3:0 | 2:2 |     | 2:3 | 0:2 | 1:1 | 1:1 | 0:1 |
| Once Caldas            | 1:2 | 2:1 | 2:0 | 3:1 | 1:1 | 1:1 | 2:2 | 1:1 | 1:2 |     | 4:1 | 0:1 | 3:1 | 0:3 |
| Deportivo Pereira      | 2:0 | 0:1 | 1:2 | 2:0 | 2:1 | 2:0 | 0:2 | 1:3 | 3:1 | 5:1 |     | 2:2 | 3:3 | 2:1 |
| Deportes Quindío       | 1:1 | 1:0 | 3:1 | 3:1 | 2:1 | 1:0 | 0:0 | 0:0 | 3:3 | 1:3 | 3:0 |     | 2:1 | 3:1 |
| Independiente Santa Fe | 0:1 | 0:0 | 3:1 | 5:2 | 2:2 | 6:1 | 3:2 | 4:6 | 2:2 | 3:3 | 2:2 | 1:1 |     | 6:4 |
| Deportes Tolima        | 2:3 | 1:0 | 1:3 | 2:0 | 1:0 | 2:0 | 3:8 | 1:1 | 0:0 | 0:0 | 3:0 | 1:1 | 3:4 |     |

## Torneo Finalización
| Pos. | Equipo                 | Pts. | PJ | G  | E  | P  | GF | GC | Dif. | Clasificación                 |
| ---- | ---------------------- | ---- | -- | -- | -- | -- | -- | -- | ---- | ----------------------------- |
| 1    | Millonarios            | 40   | 26 | 18 | 4  | 4  | 41 | 13 | +28  | Triangular final y Desempate. |
| 2    | Deportivo Cali         | 40   | 26 | 18 | 4  | 4  | 41 | 19 | +22  | Triangular final y Desempate. |
| 3    | Deportes Quindío       | 32   | 26 | 11 | 10 | 5  | 37 | 22 | +15  |                               |
| 4    | Deportivo Pereira      | 32   | 26 | 11 | 10 | 5  | 37 | 29 | +8   |                               |
| 5    | América de Cali        | 30   | 26 | 12 | 6  | 8  | 43 | 25 | +18  |                               |
| 6    | Junior                 | 29   | 26 | 10 | 9  | 7  | 45 | 42 | +3   |                               |
| 7    | Deportes Tolima        | 27   | 26 | 10 | 7  | 9  | 28 | 28 | 0    |                               |
| 8    | Santa Fe               | 26   | 26 | 8  | 10 | 8  | 38 | 35 | +3   |                               |
| 9    | Once Caldas            | 26   | 26 | 10 | 6  | 10 | 34 | 33 | +1   |                               |
| 10   | Atlético Nacional      | 20   | 26 | 8  | 4  | 14 | 26 | 41 | −15  |                               |
| 11   | Unión Magdalena        | 17   | 26 | 4  | 9  | 13 | 23 | 46 | −23  |                               |
| 12   | Atlético Bucaramanga   | 16   | 26 | 6  | 4  | 16 | 26 | 46 | −20  |                               |
| 13   | Independiente Medellín | 15   | 26 | 4  | 7  | 15 | 35 | 52 | −17  |                               |
| 14   | Cúcuta Deportivo       | 14   | 26 | 5  | 4  | 17 | 28 | 51 | −23  |                               |

 Fuente: Rsssf

### Resultados
| Finalización 1969      | AME | BUC | CAL | CUC | JUN | MAG | MED | MIL | NAL | ONC | PER | QUI | SFE | TOL |
| América de Cali        |     | 4:0 | 0:1 | 5:0 | 1:1 | 2:1 | 2:1 | 1:1 | 2:0 | 4:0 | 2:0 | 4:1 | 2:0 | 4:2 |
| Atlético Bucaramanga   | 1:1 |     | 1:3 | 1:2 | 2:0 | 1:1 | 3:1 | 0:1 | 2:1 | 0:0 | 2:2 | 0:1 | 1:0 | 1:0 |
| Deportivo Cali         | 1:1 | 1:0 |     | 3:1 | 2:0 | 2:1 | 3:2 | 0:2 | 4:0 | 3:0 | 1:0 | 1:1 | 3:2 | 2:1 |
| Cúcuta Deportivo       | 0:0 | 2:0 | 0:1 |     | 2:3 | 4:0 | 4:4 | 0:1 | 2:2 | 1:3 | 0:2 | 1:2 | 3:1 | 3:4 |
| Atlético Junior        | 3:0 | 3:1 | 3:2 | 2:1 |     | 1:1 | 4:2 | 1:0 | 4:1 | 3:0 | 3:3 | 2:2 | 2:2 | 2:1 |
| Unión Magdalena        | 1:0 | 3:2 | 0:0 | 0:0 | 3:0 |     | 2:2 | 1:2 | 0:1 | 1:0 | 1:3 | 0:2 | 2:2 | 1:1 |
| Independiente Medellín | 1:2 | 1:2 | 1:3 | 0:2 | 1:0 | 2:2 |     | 2:2 | 1:0 | 3:1 | 1:1 | 0:6 | 2:3 | 4:0 |
| Millonarios            | 2:0 | 2:1 | 1:0 | 4:0 | 6:1 | 3:0 | 1:0 |     | 2:0 | 2:0 | 0:1 | 1:0 | 0:1 | 2:0 |
| Atlético Nacional      | 1:0 | 3:2 | 0:1 | 1:0 | 3:2 | 0:0 | 3:1 | 0:1 |     | 1:2 | 2:3 | 2:1 | 0:1 | 0:0 |
| Once Caldas            | 3:1 | 6:2 | 1:0 | 4:0 | 2:2 | 2:0 | 1:0 | 1:2 | 0:1 |     | 2:0 | 2:0 | 1:1 | 0:0 |
| Deportivo Pereira      | 0:3 | 2:1 | 1:2 | 2:0 | 1:1 | 3:0 | 2:1 | 1:1 | 2:2 | 2:1 |     | 0:0 | 3:1 | 0:0 |
| Deportes Quindío       | 1:0 | 3:0 | 0:0 | 2:0 | 2:1 | 3:0 | 1:1 | 1:0 | 3:1 | 1:1 | 0:0 |     | 2:2 | 0:1 |
| Independiente Santa Fe | 1:1 | 2:0 | 0:1 | 3:0 | 1:1 | 3:0 | 1:1 | 1:2 | 3:1 | 1:1 | 2:2 | 1:1 |     | 2:3 |
| Deportes Tolima        | 2:1 | 1:0 | 0:1 | 1:0 | 0:0 | 5:2 | 1:0 | 0:0 | 2:0 | 2:0 | 0:1 | 1:1 | 0:1 |     |

### Desempate
| Fecha | Ciudad   | Equipo local   | Resultado      | Equipo visitante |
| --- | -------- | -------------- | -------------- | ---------------- |
| 18 de diciembre | Bogotá   | Millonarios    | 1 - 1          | Deportivo Cali   |
| 21 de diciembre | Cali     | Deportivo Cali | 0 - 0          | Millonarios      |
| 23 de diciembre | Medellín | Millonarios    | 1 - 1 (5-0 p.) | Deportivo Cali   |
| Millonarios ejecutó los 5 cobros convirtiéndolos todos, luego Cali botó el primero, quedando la serie (5-0) y consiguiendo el torneo finalización. |          |                |                |                  |

## Triangular final
| Pos. | Equipo          | Pts. | PJ | G | E | P | GF | GC | Dif. | Clasificación                   |
| ---- | --------------- | ---- | -- | - | - | - | -- | -- | ---- | ------------------------------- |
| 1    | Deportivo Cali  | 7    | 4  | 3 | 1 | 0 | 7  | 4  | +3   | Campeón y Copa Libertadores.    |
| 2    | América de Cali | 3    | 4  | 1 | 1 | 2 | 6  | 7  | −1   | Subcampeón y Copa Libertadores. |
| 3    | Millonarios     | 2    | 4  | 1 | 0 | 3 | 2  | 4  | −2   |                                 |

 Fuente: Rsssf
| Final 1969      | AME | CAL | MIL |
| América de Cali |     | 2:3 | 1:0 |
| Deportivo Cali  | 2:2 |     | 1:0 |
| Millonarios     | 2:1 | 0:1 |     |

|                                    |
| Bandera de Colombia                |
| Campeón Deportivo Cali 3.er título |

## Goleadores
| Jugador              | Equipo          | Goles |
| -------------------- | --------------- | ----- |
| Hugo Horacio Lóndero | América de Cali | 24    |
| Walter Sossa         | Santa Fe        | 23    |
| Pedro Prospitti      | Santa Fe        | 23    |
| Juan Carlos Lallana  | Deportivo Cali  | 21    |
| Eduardo Curia        | América de Cali | 20    |